# Ayam Brand
Ayam Brand ou Ayam est une des plus anciennes marques grand public en Asie. Ayam signifie « poulet » en malais et le produit emblématique de la marque est historiquement la conserve de sardines à la sauce tomate. Elle appartient à la Maison Denis.
Ayam est avant tout une marque de conserve. La production annuelle est d’environ 60 millions de boîtes et elle emploie plus de 1 000 personnes. Les produits phares sont les conserves de poisson (sardine, maquereau, thon), les ingrédients asiatiques (crème et lait de coco, sauces et pâtes de curry), fruits et légumes (dont les fameux baked beans).
Une enquête consommateurs Synovate en 2007 avait placé Ayam parmi les 200 premières marques grand public en Asie, devant de grands noms comme Nissan, L’Oréal, Heinz ou American Express (Ayam était classé 179e pour l’année 2007).

## Histoire
Un Français, Alfred Clouët (Le Havre, 1866 - Le Caire, 1949), fonde la marque Ayam (sous le nom de « Cock Brand ») en 1892 à Singapour, qui faisait partie à cette époque de la Malaisie britannique (Malaya). Son activité était centrée sur l'alimentation des employés coloniaux et sur le matériel de construction. La marque Ayam a été créée pour être un gage de qualité. La conserve était un luxe à l'époque ; c’était la haute technologie de ce temps ! Le génie d'A. Clouet fut d’utiliser un mot malais — ayam veut dire poulet —, qui facilita la popularisation de la marque localement.
En 1954, la société fut reprise par la Maison Denis frères. Le nom du fondateur subsiste dans le nom de certaines sociétés de distribution : A.Clouet & Co. (KL) Sdn Bhd à Kuala Lumpur, Clouet Trading Pte. Ltd. à  Singapour et A. Clouet (Australia) Pty Ltd. à Sydney. 
Surtout active en Malaisie au XIXe siècle et pendant la première moitié du XXe siècle, la marque ne s’est développée au-delà de son territoire historique qu’à partir des années 1950. Ayam est une marque dominante de sa catégorie dans des marchés d’Asie spécifiques. En Malaisie, Singapour, Brunei, Thaïlande, Indonésie et Hong Kong, elle est connue pour des produits comme la sardine, le thon, le lait de coco et les baked beans. En Australie, Nouvelle-Zélande, France et Grande-Bretagne, la marque est connue pour les ingrédients de cuisine asiatique de qualité, comme le lait de coco, la sauce satay, les pâtes de curry...

## Promotion de la cuisine asiatique
En sa qualité d’emblème de la cuisine de l’Asie du Sud-est, Ayam est connue pour promouvoir activement la cuisine asiatique. La marque a développé de nombreuses recettes vidéo gratuites disponibles sur ses sites ou sur YouTube. Ayam a ses racines au carrefour des cuisines d’Asie : malaisienne (Baba Nyonya), indonésienne, thaïe, chinoise et indienne.

## Nature et santé
Selon son management, la politique de la marque est de produire des aliments le plus naturellement possible, en limitant au maximum l’emploi d’additifs. La marque a ainsi banni l‘ajout de graisses hydrogénées, de GMS (MSG en anglais) ou de conservateurs. Ayam cherche aussi systématiquement à réduire l’ajout de sel et de sucre dans ses formulations. 

## Certifications
Distribuée dans des marchés où les consommateurs musulmans sont nombreux, la marque a certifié tous ses produits Halal. La sécurité alimentaire est assurée par les certifications HACCP et ISO 9001:2008. Des formulations spécifiques ont été développées pour offrir des produits qualifiés Healthier Food par le Ministère de la Santé de Singapour (Health Promotion Board).